# Rebelia kruegeri
Rebelia kruegeri är en fjärilsart som beskrevs av Turati 1914. Rebelia kruegeri ingår i släktet Rebelia och familjen säckspinnare. Inga underarter finns listade.